# Democracia sin partidos
La democracia sin partidos es una forma de organización política de carácter representativo, que ejerce un Estado o una parte de este, en la cual se celebran elecciones periódicas sin la participación de partidos políticos, siendo todos los postulantes candidatos independientes.
También puede referirse a sistemas donde el partido político no es el organismo principal de representación y participación. En este caso esas funciones son ejercidas mediante cuerpos sociales intermedios como los gremios, sindicatos y federaciones (ámbito económico productivo) y las juntas de vecinos, organizaciones territoriales y municipios (ámbito territorial). Ejemplos de esto son el sindicalismo, anarquismo (en sus distintas variantes), etc. En varios de estos casos se llamó "democracia funcional" o "democracia orgánica" al modelo implementado, o al que se proponía implementar por organizaciones de ideologías políticas diversas, que van desde el conservadurismo religioso, el nacionalismo, el fascismo (entendido como término genérico) y diversas divisiones de la extrema izquierda.

## Características
En las elecciones celebradas dentro de este sistema, los aspirantes a un mismo cargo compiten entre sí exhibiendo sus capacidades y méritos personales y no como miembros de una agrupación. En las papeletas electorales no está inscrito el nombre de ningún partido político. Generalmente, el ganador es elegido tras una segunda vuelta electoral.
Pocos países se constituyen como democracias sin partidos, aunque existen varios casos de gobiernos locales o provinciales electos bajo este sistema. En los Estados Unidos se celebran elecciones sin partidos para elegir jueces, fiscales de distritos y otros funcionarios.

## Ejemplos históricos
En la democracia de la Antigua Grecia no había partidos, era una democracia directa donde ciudadanos capacitados votaban por las leyes ellos mismos en vez de elegir a representantes.
La administración de George Washington y las primeras sesiones del congreso de Estados Unidos eran sin partidos.
Durante el período 1867-1876, bajo las presidencias de Benito Juárez y Sebastián Lerdo de Tejada, se estableció en México un sistema político democrático en el cual no había partidos sino facciones dentro del grupo liberal, pero existía división de poderes, respeto hacia la ley, soberanía plena de los estados, con magistrados independientes y libertad de opinión.[cita requerida]
En 1986 mediante un referéndum, Uganda prohibió la creación y participación de partidos, aunque de facto el Movimiento de Resistencia Nacional continuó operando como partido único. Esta medida fue revocada mediante otro referéndum celebrado en 2005.

## Ejemplos actuales
Los países soberanos que actualmente cuentan con este sistema son los Estados Federados de Micronesia, Nauru, Omán, Palaos y Tuvalu. Además, también se puede sumar a las Islas Malvinas.